# Sidney Cross
Sidney Cross (5. januar 1891 – 1964) var en britisk sportsudøver som deltog under de olympiske lege 1912 i Stockholm og 1920 i Antwerpen.
Cross vandt en bronzemedalje i gymnastik under OL 1912 i Stockholm. Han var med på det britiske hold som kom på en tredjeplads i holdkonkurrencen i multikamp efter Italien og Ungarn. Der var fem hold fra fem lande som var med i konkurrencen, som blev afholdt på Stockholms Stadion. Der var mellem 16 og 40 deltagere på hvert hold.
Otte år senere under OL 1920 i Antwerpen, kom han på en femteplads sammen med det britiske hold i multikamp.